# Trojany (województwo mazowieckie)
Trojany – wieś w Polsce położona w województwie mazowieckim, w powiecie wołomińskim, w gminie Dąbrówka. Ma status sołectwa.
Prywatna wieś szlachecka Laskowo-Trojany położona była w drugiej połowie XVI wieku w powiecie kamienieckim ziemi nurskiej województwa mazowieckiego. W latach 1975–1998 miejscowość położona była w województwie ostrołęckim.
Przez Trojany przebiega droga ekspresowa S-8 wraz z węzłem komunikacyjnym.
Wierni Kościoła rzymskokatolickiego należą do parafii Podwyższenia Krzyża Świętego w Dąbrówce.